# トーマス・ウォルター

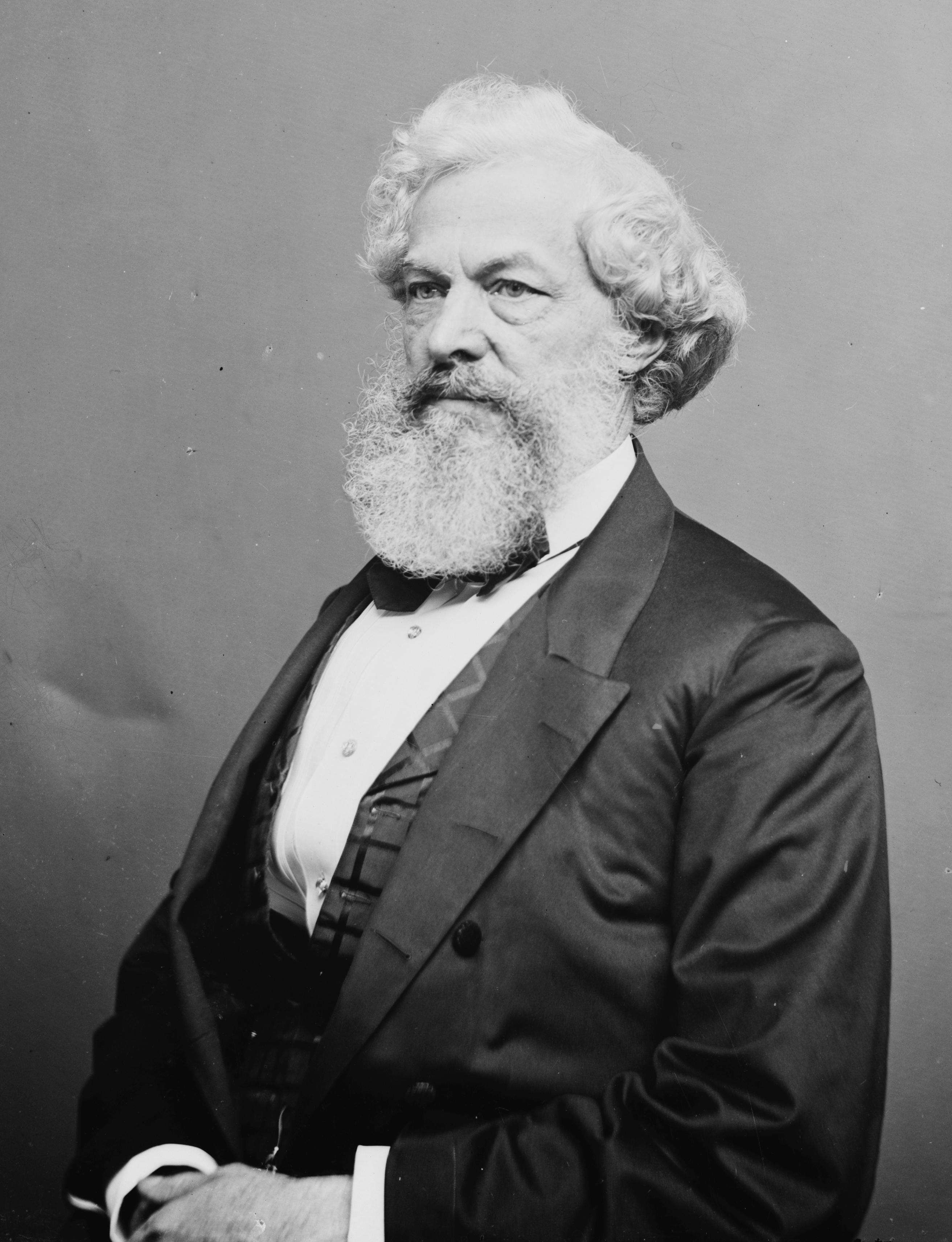
1855年から65年の間に撮影されたと思われる写真

トーマス・U・ウォルター（英: Thomas Ustick Walter、1804年9月4日 － 1887年10月30日）は、19世紀のアメリカ合衆国で活躍した建築家。
ドイツの家系の出であり、フィラデルフィアで石工の子として生まれた。彼は名工ストリックランドのもとで職人として学び、1830年に独立した。
ウォルターは当時のアメリカ建築界のリーダー格と同様、大規模な工業生産物を扱う能力が非常に優れていたとされ、独立間もない1833年には、フィラデルフィアのジラートカレッジのデザインを委任され、大胆で完全周柱式でそれゆえに機能的には疑わしいといわれた白い大理石による建物を建設した。1851年、彼はワシントンD.C.の団会議事堂の仕上げに着手した。すなわち、彼によって翼部をつけ加えたことがしられ、鋳鉄製のフレームによる大ドームも彼によるものとされている。その他では、ミルズの財務省も担当。1843年から2年間かけて、ベネズエラに造成された防波堤も担当している。